# Mycaranthes hawkesii
Mycaranthes hawkesii är en orkidéart som först beskrevs av Alfonse Henry Heller, och fick sitt nu gällande namn av Stephan Rauschert. Mycaranthes hawkesii ingår i släktet Mycaranthes och familjen orkidéer. Inga underarter finns listade i Catalogue of Life.